# Giovanni Brunelli
Giovanni Brunelli (Roma, 23 de junho de 1795 - Osimo, 21 de fevereiro de 1861) foi um cardeal italiano do século XIX.

## Biografia
Nasceu em Roma, dia 23 de junho de 1795. Filho de Giovanele Brunelli e Margherita Derossi.
Estudou no Seminario Romano, em Roma, onde se doutorou em filosofia, teologia e utroque iuris, tanto em direito civil como em direito canônico.
Ordenado em 21 de dezembro de 1817. Professor de Direito Canônico, Seminário Romano; e mais tarde, no Archgymnasium de Roma, 1817-1824. Secretário do Cardeal Belisario Cristaldi; e depois, ao cardeal Luigi Ercolani. Suplente da SC da Imunidade Eclesiástica, 1832. Consultor da SC dos Assuntos Eclesiásticos Extraordinários, 1833. Prelado doméstico. Protonotário supranumerário apostólico. Subsecretário da SC dos Assuntos Eclesiásticos Extraordinários, 1834-1837; secretário, 1837 a 1843. Professor de textos canônicos em La Sapienza Universidade, 1834-1839. Secretário da SC do Exame dos Bispos, 1841-1847. Secretário da SC de Propaganda Fide e prefeito de estudos do Pontifício Ateneu Urbaniano de Propaganda Fide, Roma, 1843-1847. Consultor do Supremo SC do Santo Ofício, 1843-1853.
Eleito arcebispo titular de Tessalônica, em 23 de maio de 1845. Consagrada, em 25 de maio de 1845, igreja de S. Maria em Vallicela, Roma, pelo cardeal Luigi Lambruschini, coadjuvado por Gaetano Baluffi, arcebispo titular de Perga, secretário da SC dos Bispos e Regulares, e por Francesco Brigante Colonna, arcebispo titular de Damasco, prefeito da Casa Pontifícia. Na mesma cerimônia foi consagrado Carlo Luigi Morichini, arcebispo titular de Nisibi, futuro cardeal. Nomeado assistente no Trono Pontifício, 27 de junho de 1845. Delegado Apostólico Espanha, 13 de abril de 1847 a 1848. Núncio, com poderes de legado a latere, na Espanha, 1º de setembro de 1848 a 1853.
Criado cardeal no consistório de 15 de março de 1852 e reservado in pectore ; publicado no consistório de 7 de março de 1853; recebeu o gorro vermelho e o título de S. Cecília, em 22 de dezembro de 1853. Prefeito da SC de Estudos de 23 de junho de 1854 até 14 de novembro de 1856. Transferido para a sé de Osimo e Cingoli, em 18 de setembro de 1856.
Morreu em Osimo em 21 de fevereiro de 1861. Exposto e enterrado na catedral de Osimo.